# 존 굴드 플레처

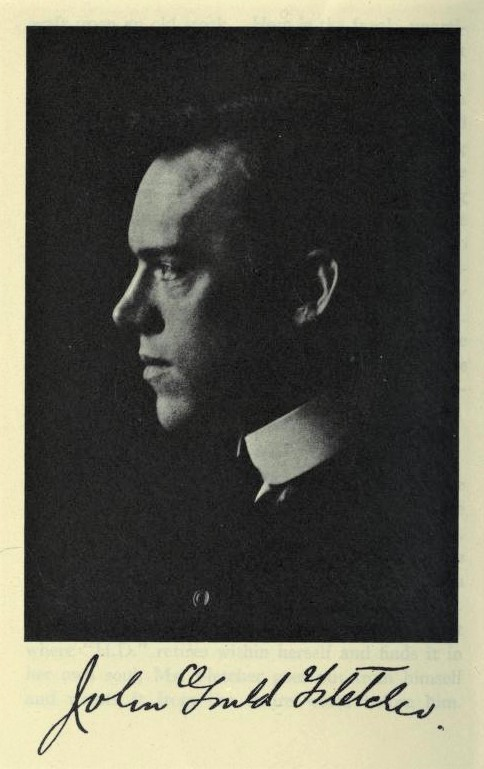
1917년

존 굴드 플레처(John Gould Fletcher, 1886-1950)는 미국의 시인이다.
아칸소주에서 태어나 하버드 대학을 졸업한 후 수년이 지나서 1916년 영국으로 건너가 ‘이미지즘 운동’에 참가하였다. 1933년 귀국하여 <발광(發光)>(1915), <요마(妖魔)와 탑(塔)>(1916) 등 순수시의 음의 효과를 중시한 초기의 시집에서 차츰 시풍이 변하여 인간성에도 관심을 보였다. <인생은 나의 노래>(1937)라고 하는 자서전과 시집<불타는 산>(1946)이 있다.